# 鈎 (中国の武器)

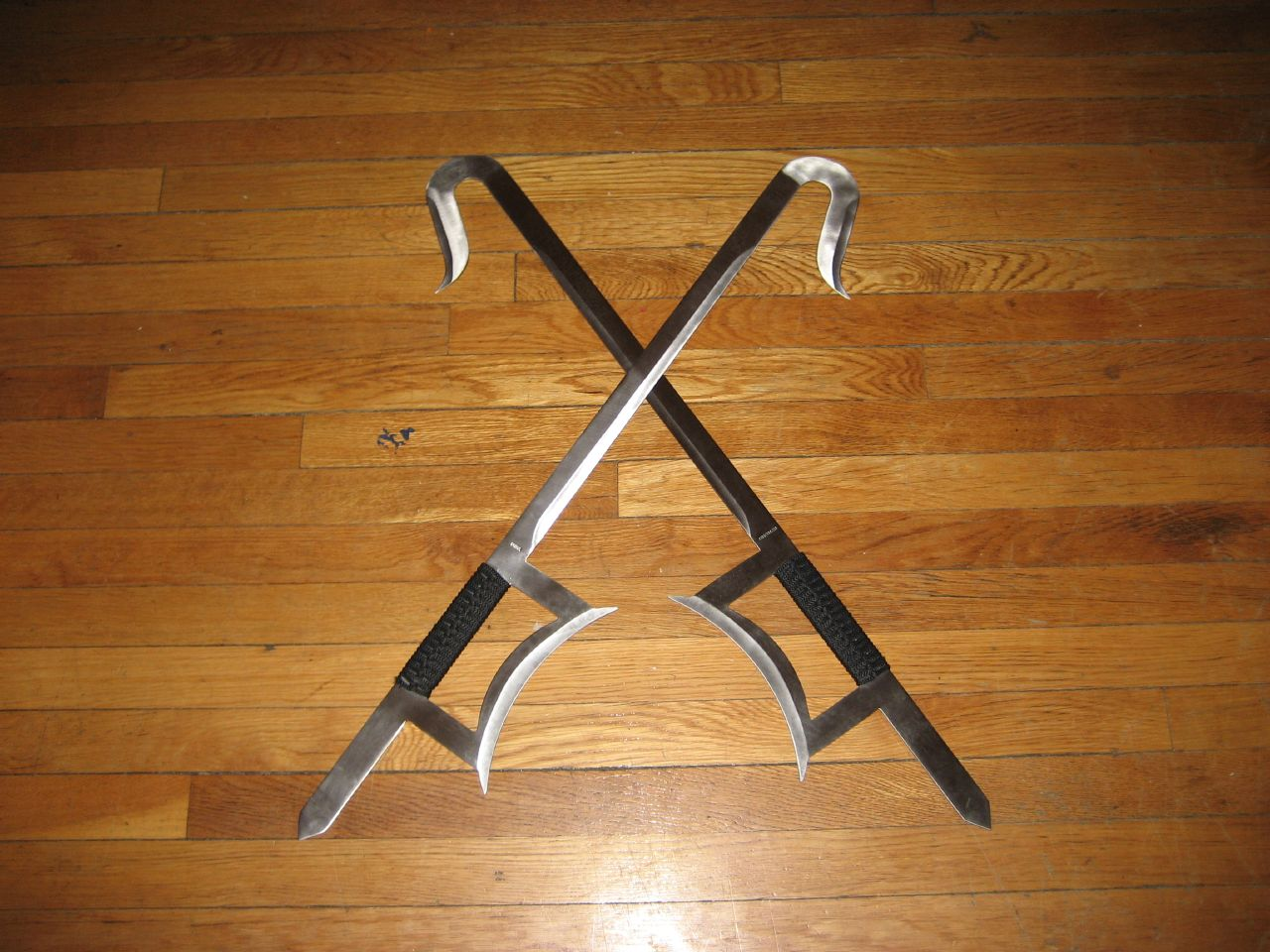
双鈎

鈎（こう、ゴウ）は中国の伝統的な武器である。先の曲がった金属製の道具（一般的な鉤）の握り手部分に月牙と呼ばれる三日月状の刃を付けているのが特徴で、日本では護手鈎（ごしゅこう）と呼ぶこともある。この武器は、少林拳、蟷螂拳、鷹爪翻子拳などでは現在も虎頭双鈎（ことうそうとう、フー・トウ・シャン・ゴウ）という2本の鈎を持つスタイルで愛用されている。武術演武でも同様に両手に2本の鈎を持つスタイルが好まれており、その場合は双鈎もしくは護手双鈎と称される。

## 形状
一般的な鈎は約90センチメートルから1メートルほどの鉄棒で、先端には内側に湾曲した刃が備わっている。棒の下部、布などが巻きつけられた握り手の部分には約20センチメートルほどの月牙があり、2本の横柱によって、握れば月牙が鉄甲のように拳の外側を向くよう作られている。また、石突にあたる部位にも槍状の突起がある。様々な流派で用いられているだけに、大きさや形状にはバリエーションがある。
鈎は先端の刃で棒状の武器などを制する、馬の手綱を引っ掛けて切る、相手の衣服や鎧に引っ掛けて引きずり倒すなど使い方は多岐にわたる。拳の月牙、槍状の石突も攻撃に用いる。

## 歴史

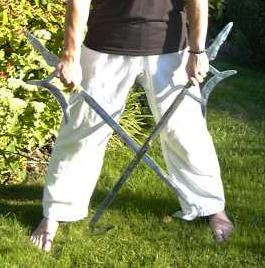
双鈎

鈎がいつの時代に登場したのか、はっきりとした資料はないが、戦闘に鈎状の道具を用いるという発想は戦国時代からあり、『墨子』第15巻では長さ4尺（約90センチメートル）ほどの「鉄鈎鉅」が攻城側あるいは守備側の道具として色々な場面に登場している。例えば備穴編では、坑道を掘って侵入してきた敵を引きずり倒す防衛の道具として紹介されている。
為鐵鉤鉅長四尺者，財自足，穴徹，以鉤客穴者。――『墨子 巻十五 備穴』より――
また、前漢時代には、鈎の源流となる鉤鑲（こうじょう）という兵器が登場している。これは直径約30センチメートルほどの小型の盾の上下に弓なり状のフックが取り付けられた兵器で、片手に持った鉤鑲のフックで相手の矛を絡め取り、もう片方の剣で倒すという防御用の補助的な武器である。後漢時代に劉熙が著した辞典、『釈名』釈兵編の中にも鉤鑲、あるいは椎鑲（すいじょう）、鉤引（こういん）の名で紹介されている。
鉤鑲兩頭曰鉤中央曰鑲或椎鑲或鉤引用之之宜也――『釈名 釈兵第二十三』より――
この鉤鑲は東晋時代までは使われていたが、やがて五胡十六国時代になって各国の国力が疲弊し、金属製の鉤鑲を配備する余裕がなかったことに加え、弓や騎馬兵の発展により防具として役に立たなくなったことから廃れていった。

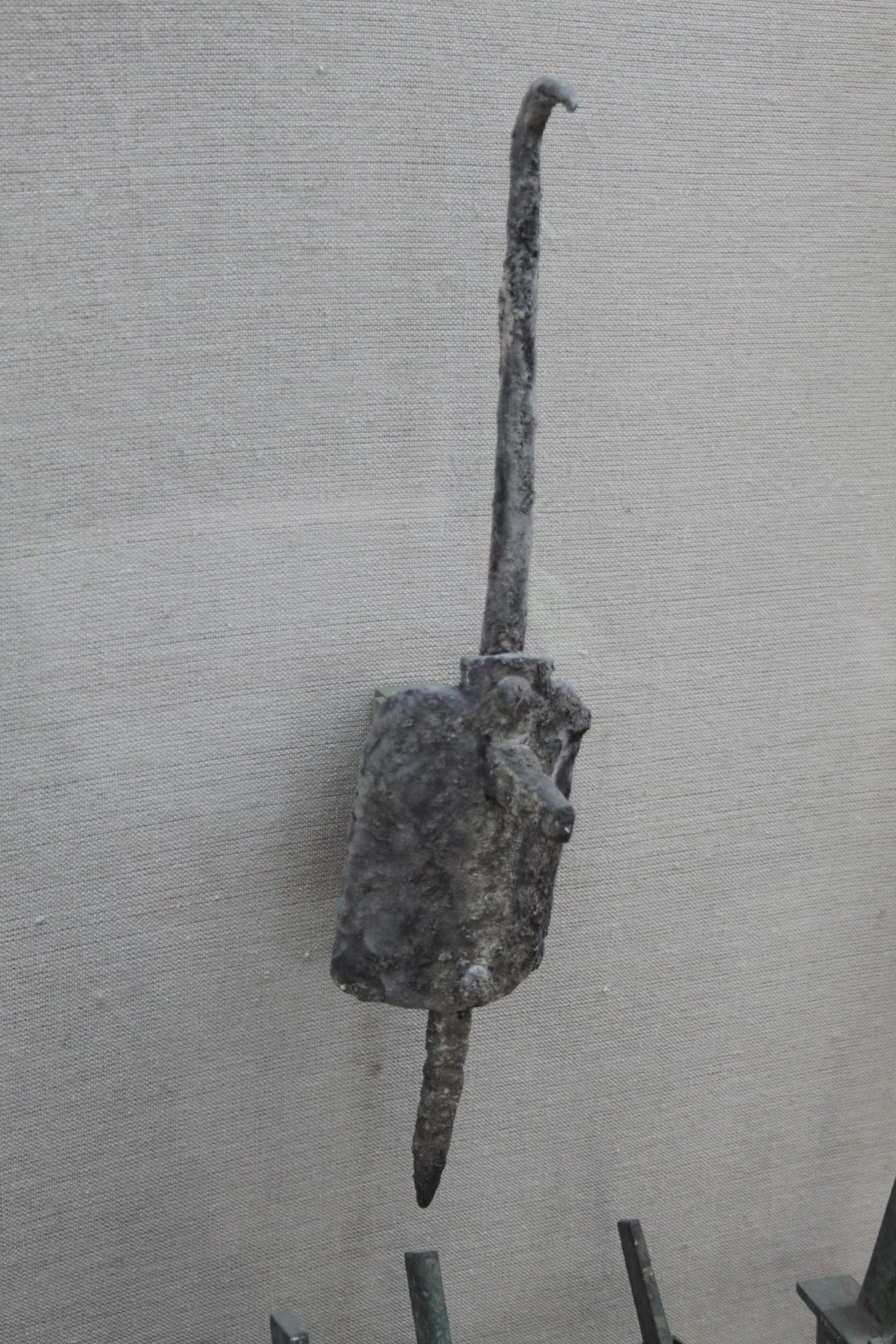
鉤鑲。河北省保定市の満城漢墓（前漢の皇族、劉勝の墳墓）より出土

前漢時代の歴史書、『漢書』第76巻・韓延寿伝には、「延壽又取官銅物，候月蝕鑄作刀劍鉤鐔，放效尚方事」とあり、韓延寿が官制の銅を横領して剣や鈎、鍔を作ってほうぼうに配っていたという故事が記されている。唐時代の学者・顔師古は漢書の注釈を作成した際、この項目にも、「鉤亦兵器也，似劍而曲，所以鉤殺人也（鈎は兵器である。剣に似ているので、鈎も人を殺すものである）」と注釈している。唐の時代に鈎が現役の武器だったかは定かではないが、注釈が必要な武器であったことは確かである。
宋の時代には、戟から発展した鉤鎌槍が盛んに用いられるようになり、『武経総要』で紹介された9種の槍のうち、双鉤槍、単鉤槍、環子槍の3種の槍が鉤付きの槍である。小説『水滸伝』では禁軍の金槍（金メッキを施した槍）師範にて鉤鎌槍の達人、「金鎗手」徐寧が登場する。だが、武経総要や水滸伝にここで紹介する鈎は登場しておらず、十八般兵器で挙げられている「鈎」も鉤鎌槍なのか鈎なのか定かではない。
現在の武術で用いる鈎の起源は少林拳に遡るとされ、現在でも少林拳では虎頭双鈎の名で組み込まれている。少林拳の流れをくんだ清代の拳法家には、八卦掌の董海川、蟷螂拳の李秉霄などが名人として挙げられる。特に董海川は「子午鶏爪陰陽鋭（しごけいよういんようえい）」という独自の鈎を考案するなど、鈎の達人であった。

## フィクションでの鈎

### 映画
『グリーン・ディスティニー』
兪秀蓮（ミシェル・ヨー）と玉嬌龍（章子怡）との戦いの中で、名剣・碧名剣を操る玉嬌龍と対峙する兪秀蓮が取り出した武器の1つに双鈎がある。

### 漫画
『鉄拳チンミ』
護手双鉤の名前で登場。

### TV人形劇
『Thunderbolt Fantasy 東離劍遊紀』
TVシリーズ第１期の敵、玄鬼宗の幹部の一人である凋命の武器として登場。

### ゲーム
『真・三國無双7』
楽進の武器として登場。
『モータルコンバット』
『モータルコンバット3』のカバルと、『モータルコンバット デッドリーアライアンス』のマバドの武器として登場。
『マギアレコード 魔法少女まどか☆マギカ外伝』
遊佐葉月が使う武器として登場。
『フォーオナー』
勢力「武林」の女侠が使う武器として登場。